# Гісане
Гісане (вірм. Գիսանե) — у вірменській міфології бог життєдайної природи, вмирає і воскресає.

## Опис
Через те, що Гісане мав довге волосся, жерці культу Гісане самі носили довге волосся. Правда, до часу, коли Вірменія прийняла християнство офіційною релігією (301 рік), жерці стали залишати на голові дітей косу, тепер уже в пам'ять про Гісане.
Служителі в храмі Гісане називалися гусанами. Це назва перейшла у елліністичній Вірменії на акторів, так як театральне мистецтво було пов'язане з культом предків.
Обряд поховання Гісане за участю гусанів був перенесений в церемонії похорону представників знаті. Згідно з вірменським істориком V століття Мовсесом Хоренаці Дзайнарку-гусани (тобто плакальники) зображували подвиги покійного «співом, показом і танцем під звуки пандира».

### Походження імені
Ім'я Гісане, яке означає «довговолосий», швидше за все, спочатку було епітетом Деметра, пізніше було переосмислене і стало означати рідного брата Деметра, тобто Гісане.